# Suzimara Rovani
Suzimara Rovani é uma química industrial brasileira, que foi vencedora do Prêmio Kurt Politzer de Tecnologia 2016, na categoria Pesquisa.

## Carreira
Suzimara Rovani é formada em Química Industrial (2009, pela URI ), tem Mestrado em Engenharia e Ciência dos Materiais (2011, pela UCS ) e Doutorado em Ciência dos Materiais (2015, pela UFRGS ).
Entre 2016 e 2020 realizou pós-doutorado no Instituto de Pesquisas Energéticas e Nucleares (IPEN). Atuou com Denise Fungaro (IPEN) e Luciana Cavalcanti de Azevedo (IF Sertão-PE) na pesquisa “Produção de sílica e nanosílica a partir de cinzas de biomassa de cana de Açúcar: Grande Potencial de Comercialização”, que recebeu o Prêmio Kurt Politzer de Tecnologia 2016. Por meio de uma parceria entre o Instituto Federal Sertão-PE e a Cosan, com financiamento CAPES, elas pesquisaram o aproveitamento de resíduo da indústria sucroalcooleira para a produção de sílica e nanosílica.
| “                                                          | Atualmente ainda não há um destino certo para o resíduo industrial da indústria de açúcar e álcool. Com o uso das cinzas em produtos mais nobres para a indústria química serão retiradas toneladas deste material tóxico da natureza. | ” |
| — Luciana Cavalcanti de Azevedo (coordenadora da pesquisa) | |   |

Entre 2021 e 2023, fez pós-doutorado no Laboratório de Reciclagem, Tratamento  de Resíduos e Extração (LAREX), da Universidade de São Paulo (USP).
Durante seu Doutorado, passou pelo Laboratório de Tecnologia Ambiental e Analítica (LATAMA), da Universidade Federal do Rio Grande do Sul (UFRGS).

## Prêmio
- 2016 - Prêmio Kurt Politzer de Tecnologia, na categoria Pesquisa[1]